# Free to air
Pour les articles homonymes, voir FTA.

Free to air ou FTA est une formulation anglophone signifiant « à accès libre », ou « diffusé en clair » ou encore « à accès gratuit ». Ces termes techniques sont principalement employés en télédiffusion terrestre ou satellitaire analogique ou numérique pour désigner une chaîne ou un programme ne nécessitant pas d'abonnement payant. Un tel signal n'exploite donc aucun contrôle d'accès, ce qui permet de le visionner gratuitement. 
Par extension, un équipement (récepteur) dit Free to air désigne un appareil non équipé de circuits ou extensions de contrôle d'accès.
De plus, il existe des offres non soumises à abonnement mais dont l'accès conditionnel est restreint pour en limiter la réception gratuite à certaines zones géographiques ou certains usagers. En France, il existe ainsi les bouquets FRANSAT et TNTSAT. L'anglicisme employé par les techniciens est alors soft scrambling, littéralement  « brouillage léger ».